# Telatycze
Telatycze [pronunciación en polaco: /tɛlaˈtɨt͡ʂɛ/] es un pueblo ubicado en el distrito administrativo de Gmina Nurzec-Stacja, dentro del Condado de Siemiatycze, Voivodato de Podlaquia, en el norte de Polonia oriental, cercano a la frontera con Bielorrusia. Se encuentra aproximadamente a 10 kilómetros al este de Nurzec-Stacja, a 25 kilómetros al este de Sieatycze, y a 76 kilómetros al sur de la capital regional Białystok.